# Yrsa Sigurðardóttir
Vilborg Yrsa Sigurðardóttir (Reykjavík, 24 agosto 1963) è una scrittrice islandese.

## Biografia
Yrsa si è diplomata alla Mentaskólinn di Reykjavík nel 1983 e successivamente è diventata ingegnere. Scrive dal 1998 sia libri per bambini sia thriller.
In Italia ha pubblicato i romanzi Il cerchio del male, Mi ricordo di te, Cenere, Il cacciatore di orfani e Il tempo della vendetta.

## Opere
- Þriðja Táknið (2005) (traduzione italiana di Paolo Maria Turchi, Il cerchio del male, Sperling & Kupfer 2006)
- Aska (2007) (traduzione italiana di Silvia Cosimini, Cenere, il Saggiatore, 2014) ISBN 9788842818069
- Ég man þig (2010) (traduzione italiana di Silvia Cosimini, Mi ricordo di te, il Saggiatore, 2012)
- DNA (2014) (traduzione italiana di Stefano Massaron, Il cacciatore di orfani, Mondadori, 2018)
- Sogið (2015) (traduzione italiana di Stefano Massaron, Il tempo della vendetta, Mondadori, 2019)